# Photinia sorbifolia
Photinia sorbifolia är en rosväxtart som beskrevs av W.B.Liao och W.Guo. Photinia sorbifolia ingår i släktet Photinia och familjen rosväxter. Inga underarter finns listade i Catalogue of Life.